# Escopinada
|  | No s'ha de confondre amb Capellà (saliva). |

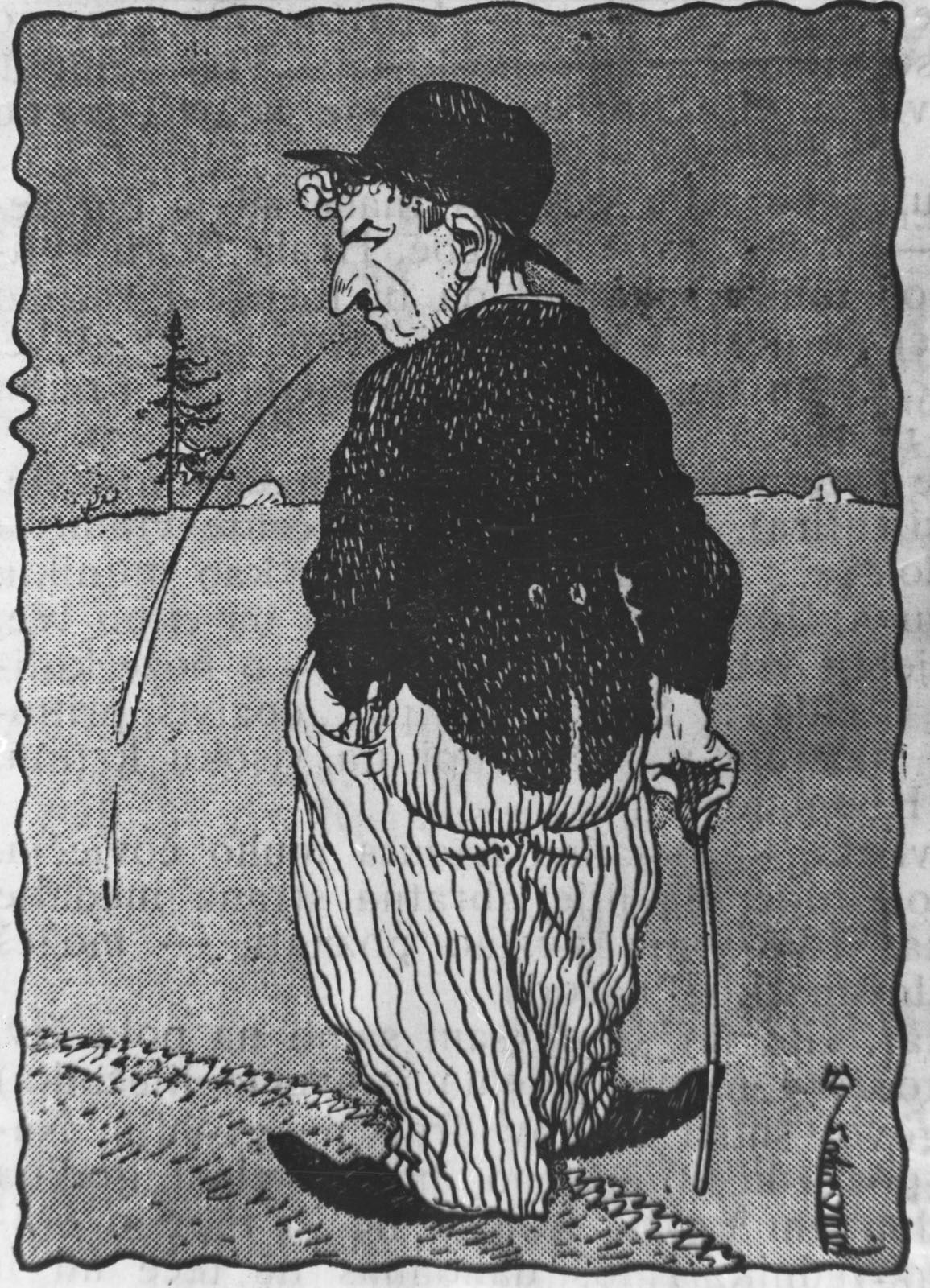
Una caricatura de Charlie Chaplin escopint a terra (1931, de Hinko Smrekar)

Una escopinada és l'acció intencional i forçada d'expulsar saliva des de la boca, dirigida cap a una persona, objecte o al terra. És un gest universalment reconegut com a agressiu, desafiant o de menyspreu.

## Característiques
- Mecànica: Requereix pressió diafragmàtica i moviment lingual brusc (diferent de la brosada salival accidental).[2]
- Abast: Pot arribar a 1–3 metres depenent de la força.
- Volum: ~0,5–2 ml per escopinada (estudi: Journal of Oral Biology, 2020).

## Context cultural i històric
Insults rituals:

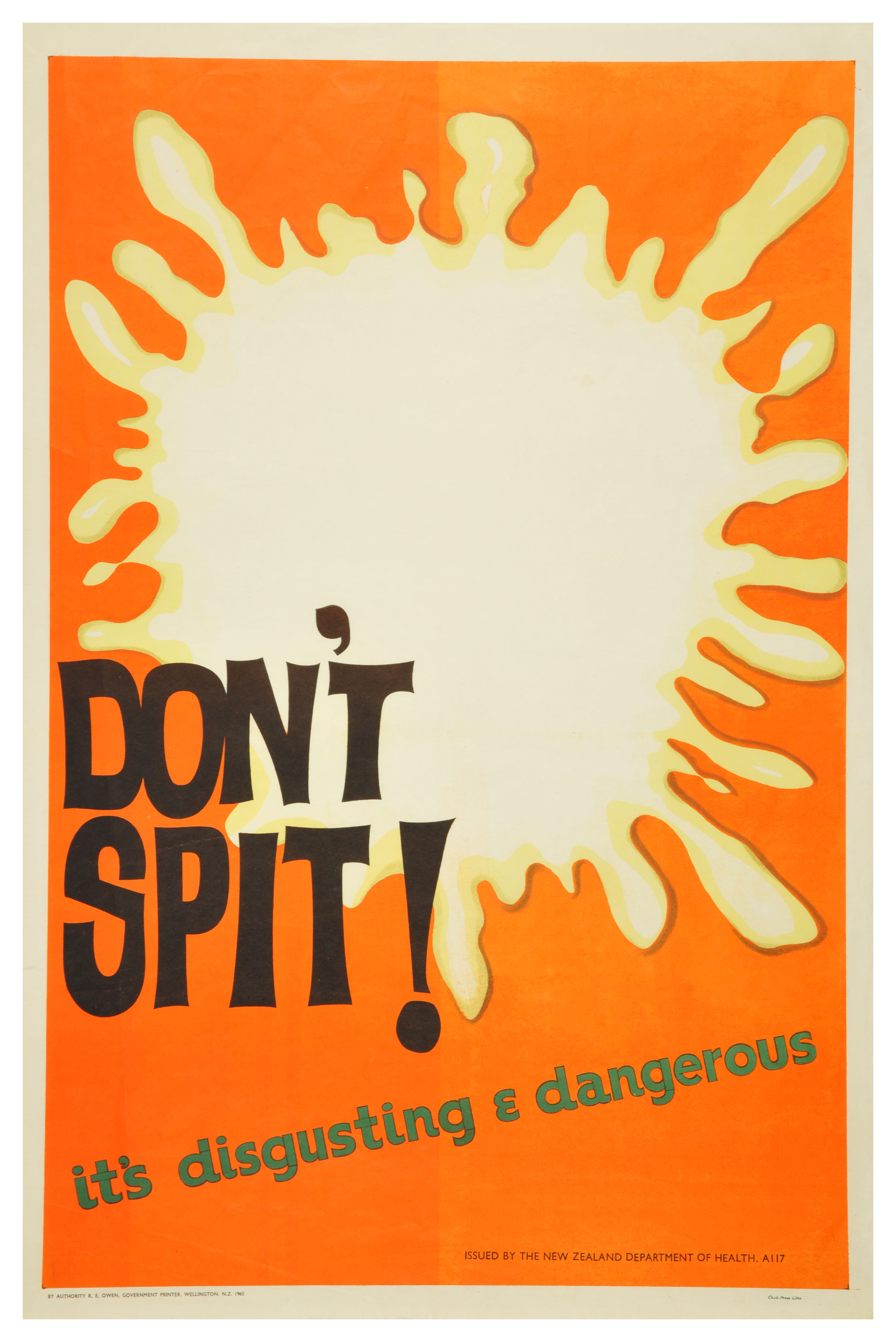
Cartell de prevenció: "No escopis".

- Edat Mitjana: Escopir a algú era equivalent a rebuig social (documentat a Las Partidas d'Alfons X).[3]
- Escopir a terra després d’un insult, segons Joan Amades, era un acte de rebuig en algunes comunitats rurals catalanes,[4] però sense connotació de venjança com en la cultura gitana  en que escopir a terra després d'un insult era jurament de venjança.[5]

Dret consuetudinari:
- En "Els juraments medievals" (UB, 2012), s’analitzen juraments amb escopinades com a actes públics.[6]

Esports:
- Futbol: Tarjeta vermella per escopinades (article 12 del Reglament FIFA).[7]
- Boxa: Penalització immediata (exemple: Mike Tyson vs. Evander Holyfield, 1997).[8]

Protestes:
- 2017-2019: Alguns vídeos a xarxes socials van mostrar persones escopint a retrats del rei durant  les protestes.

## Sinònims i variants regionals
| Terme        | Ús/Context                | Connotació         |
| ------------ | ------------------------- | ------------------ |
| Escupitjada  | Neutral (tot el domini)   | Intencional        |
| Llençada     | Col·loquial (Catalunya)   | Agressiva          |
| Bufetada     | Valencia (amb ironia)     | Simbòlica          |
| Tirar un nap | Argot juvenil (Barcelona) | Informal/despectiu |

### Termes tècnics
- Projecció salival intencional (informes mèdics/legals).
- Expulsió oral forçada (context policial).

## Refranys
1. "Qui escup al cel, a la cara li torna"[9]
  - Significat: Les accions negatives es reverteixen contra qui les comet.
  - Context: S'usa per advertir sobre conseqüències de l'agressivitat.
2. "Escopir i besar, no pot ser"[10]
  - Variants: "Escopir i fer la pau, mal joc" (Alt Empordà).
  - Ensenyament: La contradicció entre ofensa i reconciliació.
3. "Més val escopir amunt que escopir a terra" (Berguedà)[11]
  - Interpretació: Critica la falta d'educació (escopir a terra és vulgar).

### Dites sobre la saliva i el menyspreu
1. "No val la seva escupinada"
  - Ús: Desqualificar algú o alguna cosa com a sense valor.
2. "Treure la llengua i no escopir"
  - Equivalent a: "Quedar-se a mig camí" (falta de determinació).
3. "Escopir al pou per després beure-hi"
  - Versió catalana del "No escupas en el plato donde comes".

### Refranys amb sentit higiènic
1. "Saliva estranya, aigua és mal sana" (Pallars)
  - Context històric: Tenir por a la transmissió de malalties.
2. "On s'escup ni no creix l'herba" (Ribagorça)
  - Creença popular: La saliva com a agent estèril (pseudociència).

### Refranys irònics o humorístics
1. "Escopir ben lluny no és seny, és força al braç"
  - Tònic: Burla als qui fan gala de la seva capacitat d'escopir.
2. "Per Nadal, escupinada universal"
  - Origen: Crítica a les discussions familiars en festes.